# Taosi
Taosi (陶寺; Táosì) är en arkeologisk utgrävningsplats i Shanxi i Kina, och även namnet på Taosikulturen som ingår i senare delen av Longshankulturen och är daterad från runt 2500 f.kr. till ca 1900 f.Kr. Fyndplatsen ligger precis söder om sockenhuvudorten Taosi i Xiangfen härad i Linfen storstadsområde mellan Fenfloden och Chongberget (崇山).
Taosi var regionens viktigaste politiska, ekonomiska och religiösa centrum under senare delen av 2000-talet f.Kr., och platsen visar utmärkande urbana drag, och har karaktär av att varit en huvudstad. Taosikulturen föregår Erlitoukulturen och kan ha varit en stadsstat och en viktig del i ursprunget till den kinesiska civilisationen. Palatset i Taosi är det äldsta kejserliga palatset som hittats i Kina.
I Taosi finns världens äldsta bekräftade astronomiska observatorium. I Taosi har även hittats skrivtecken målade på keramikskärvor som tillhör de äldsta fynden av kinesisk skrift. Det finns även många indicier kring Taosi som kopplar staden till den mytologiska kejsaren Yao.

## Historia
Taosikulturen kan delas in i tre epoker; 
- Tidig Taosi, cirka 2400/2300–2100 f.Kr.[1][2]
- Mellersta Taosi,  cirka 2100–2000 f.Kr.[1][2]
- Sen Taosi, cirka 2000–1900 f.Kr.[1][2]

Under den tidiga fasen uppfördes en befäst boplats i norra delen av Taosis utgrävningsområde med ett palatsområde i stadens södra del. I mellanperioden expanderades staden mot söder och blev nästan fem gånger så stor. Under den sena Taosi rådde sannolikt någon form av politisk kaos då stora delar av Taosi förstördes. Gravar plundrades, observatoriet förstördes, muren runt området revs och palatsområdet från den tidiga fasen byggdes om till verkstäder för sten- och benprodukter. Inga gravar från makteliten har hittats från den sena perioden. Stadens förfall kan också bero på erövring från en yttre fiende.
En tydlig social stratifiering existerade i taosikulturen, vilket framgår tydligt till exempel genom stora skillnader i utförande på både bostäder och gravar. Baserat på att Taosi har palats, kungliga gravar, ceremoniella strukturer, förrådsområden, hantverksområden och yttre befästning är det sannolikt att Taosi har varit en huvudstad. Taosi är den äldsta kinesiska stad som grävts ut med dessa egenskaper. Taosi är också den allra största befästa förhistoriska staden i Kina. Taosikulturen kan ha varit den första kinesiska stadsbildningen.

## Fyndplatsen

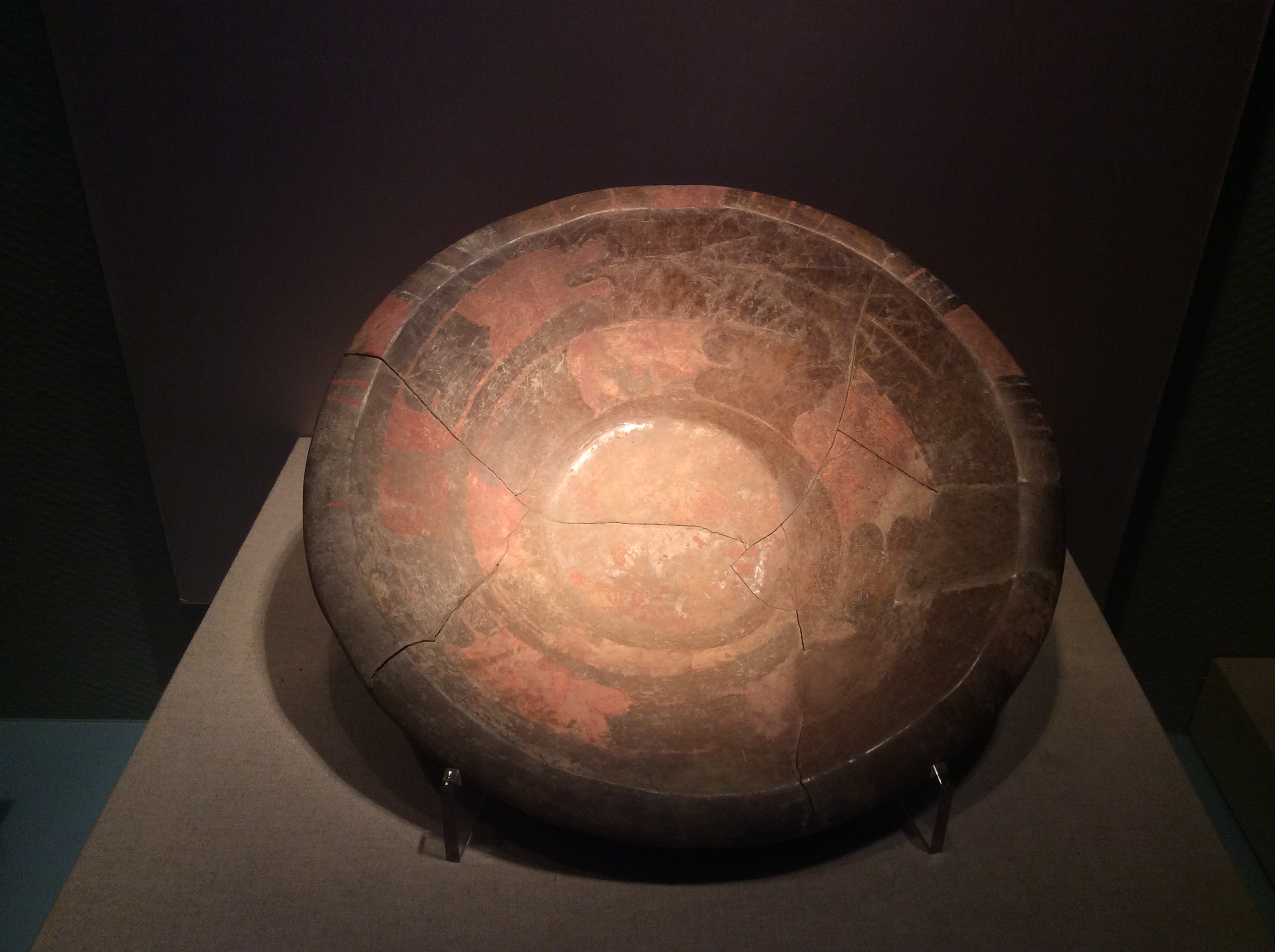
Ett keramikfat utgrävd i Taosi, utställd på Shanxi Museum.

Fyndplatsen, som har grävts ut sedan 1978, upptar ca 300 hektar. Stadsmuren runt Taosi uppfördes i två steg. Under den tidiga fasen i Taosikulturen uppfördes en mur i norra delen av området som omslöt 56 hektar. Flera segment av denna stadsmur finns bevarad, men stora delar av den västra muren är förstörd i Zhonglianggouravinen. Det muromslutna området är ungefär 1 000 m i nord- sydlig riktning och 560 m i öst/väst.
I den efterföljande mellersta perioden utökades stadsmuren till att omsluta 289 hektar, varav ca 10 hektar var en yttre muromgärdad stad i anslutning till den sydvästra muren som bland annat innehåller ett observatorium. Stadsmurens bredd varier mellan 4 och 8 meter.
Taosi är en av de platser i Kina där de allra äldsta fynden av koppar och brons har hittats. Fynden är från den senare delen av Taosikulturen, och det är oklart var objekten är tillverkade. En omfattande tillverkning av stenverktyg har ägt rum i Taosi, och ett stenbrott har hittats 7 km söder om Taosi.

### Palatset
Palatsområdet är rektangulärt och 470 m långt i öst- västlig riktning och 270 m brett, och upptar 130 000 m². Inom palatsområdet finns resterna av ett flertal byggnader och palatsets huvudbyggnad täcker ca 280 m² och är uppfört på en 10 000 m² upphöjd plattform. Palatset är det äldsta kejserliga palatset som hittats och grävts ut i Kina.

### Gravar

Den mytologiska kejsarna Yao som vissa arkeologer kopplar till Taosi.

I södra delen av utgrävningsområdet finns ett 30 000 m² gravområde där mer än 1000 gravar grävts ut.
Liksom områdets bostäder var gravarna av olika typer beroende på samhällsklass. De största gravarna kunde innehålla mer än 100 olika föremål av t.ex. jade, keramik, trä eller ben. Utförandet på de största gravarna var anpassade för höga ledare såsom kungar. Minst sex av dessa gravar är tillhör kungligheter från den tidiga perioden.
Gravarna av mellanklass var ungefär 2 x 3 m och hade typiskt 20 till 30 begravningsföremål av keramik eller jade. Mer än 90% av gravarna är av den enklaste typen och är mycket små och utan gravgods.
2002 hittades en kunglig grav (IIM22) från mellersta perioden som var 5 m lång, 3,7 m bred och 7 m djup och en av de största förhistoriska gravarna som hittats i Kina. Graven förstördes under den sena Taosikulturen. Gravgodset bestod av 146 artefakter varav de flesta var av jade, men även av ben, trä och keramik.

### Observatorium
I södra delen av Taosi i den yttre staden, omsluten av dubbla murar hittades 2003 ett astronomiskt observatorium. Observatoriet är uppbyggt på en 1 740m² plattform med tre cirkulära terrasser av packad jord. En halvmåneformad terrass är byggd mot öster. En andra terrass är formad som en halv ring där de båda ändpunkterna ansluter mot den södra stadsmuren.
Längs den cirkulära kanten på terrassen mot öster är tretton kvadratiska pelare placerade som formar tolv smala mellanrum jämnt fördelade i cirkelsektorn 60° till 131°. Mellanrummen är ungefär 20 till 40 cm breda. Pelarna kan ha varit fundament för ytterligare pelare som tidigare stått ovanpå. I centrum för pelarna finns en grop med 145 cm diameter. I gropen finns tre ringar på 86, 42 och 25 cm i diameter. Avståndet (radien) från den centrala observationspunkten till pelarna är 12,2 m. Mellanrummen mellan pelarna har använts för solobservationer mellan solståndens ytterlighetslägen. 21 december observerades vintersolståndet i det andra mellanrummet, och i det tolfte och nordligaste mellanrummet har sommarsolståndet observeras 21 juni. Genom det sjunde mellanrummet observerades vårdagjämningen 18 mars och höstdagjämningen 25 september. En lackerad och graderad mätlinjal med markeringar för olika skugglängder har hittats i en av kungagravarna. De markerade skugglängderna motsvarar förhållandet mellan skugglängder vi middagstid på sommarsolståndet, vårdagjämningen och höstdagjämningen. Den dubbla längden av linjalen motsvarar skugglängden för vintersolståndet. Sannolikt har ett skriftspråk använts i samband med mätningarna och observationerna i observatoriet.
Observatoriet också  ha använts för att mäta korrelationen mellan månkalendern och solåret. Observatoriet kan även ha använts som religiöst altare för solen och himlen.
Stratigrafiska analyser och Kol-14-mätningar visar att observatoriet uppfördes och användes i mellersta Taosi-perioden (2100–2000 f.kr.) och förstördes i den sena perioden runt 2000–1900 f.kr. Eftersom användningsområdet av Stonehenge i England är oklart, är observatoriet i Taosi världens äldsta med bekräftad funktion.

### Förråd
I sydöstra delen av den mellersta periodens stad fanns ett 1 000 m² dedikerat förrådsutrymme uppdelat på förrådsgropar. Groparnas diameter varierar runt 5 till 10 m och de är 4 till 5 m djupa, och användes huvudsakligen för spannmål. Storleken på förrådet visar att det kontrollerats av en administrativ myndighet såsom en kung eller an stat.

### Industriområde
Ett industriområde med minst fem fabriker och tillhörande bostadshus har hittats i sydvästra hörnet av  mellersta periodens stad. Industriområdet upptar 15 hektar och de olika fabrikerna är uppbyggda på samma sätt vilket tyder på att fabrikerna är byråkratiskt uppförda, likt senare kinesiska dynastier. Industriområdets vattenförsörjning tillgodosågs av en 2 till 3 m djup 1 000 m² stor vattenreservoar med tillhörande kanalsystem.

## Äldsta kinesiska skrivtecken

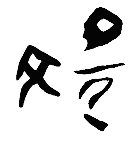
De båda skrivtecknen som hittades målade på ett keramikkärl i Taosi.

I närheten av palatsområdet har keramikskärvor med två röda skrivtecken hittas, som är daterat till den sena Taosikulturen. Ett av tecknen har identifierats som 文 ('språk' / 'kultur' / 'skrift'). Det andra tecknet är mer oklart och har identifierats som 昜 ('ljus' / 'lysande') eller 命 ('öde') eller 邑 ('stad') eller 堯 (historiskt 'stad' / 'palats') men har även likheter med hur orakelbensskriften skrev namnet på den mytologiska kejsar Yao; 堯. Tecknen tillhör de äldsta upphittade kinesiska skrivtecknen.

## Mytologiska kopplingar
En del arkeologer ser tydliga kopplingar mellan Taosi och den mytologiska kejsaren Yao, som var en del av Tre härskare och fem kejsare. Taosi tros ha varit kejsar Yaos huvudstad. Det finns dokumenterat att kejsar Yao byggde sin huvudstad vid Pingyang, vilket är Linfens historiska namn. Detta i kombination med dateringen av utgrävningen och det upphittade skrivtecknet som kan tolkas som "Yao" indikerar att Taosi kan vara Yaos huvudstad. Det berättas också i de historiska skrifterna Shiji och Dokumentens bok att kejsar Yao lät utföra himmelska observationer och skapade en solkalender som matchade månkalendern. Detta i kombination med Taosis observatorium stärker kopplingarna ytterligare.